# Corynura corinogaster
Corynura corinogaster is een vliesvleugelig insect uit de familie Halictidae. De wetenschappelijke naam van de soort is voor het eerst geldig gepubliceerd in 1851 door Spinola.